# Cauro
Ne doit pas être confondu avec Coro.
Cauro [koʁo] est une commune française située dans la circonscription départementale de la Corse-du-Sud et le territoire de la collectivité de Corse. Elle appartient à l'ancienne piève de Cauro.

## Urbanisme

### Typologie
Au 1er janvier 2024, Cauro est catégorisée bourg rural, selon la nouvelle grille communale de densité à sept niveaux définie par l'Insee en 2022.
Elle est située hors unité urbaine. Par ailleurs la commune fait partie de l'aire d'attraction d'Ajaccio, dont elle est une commune de la couronne,. Cette aire, qui regroupe 79 communes, est catégorisée dans les aires de 50 000 à moins de 200 000 habitants,.

### Occupation des sols
L'occupation des sols de la commune, telle qu'elle ressort de la base de données européenne d’occupation biophysique des sols Corine Land Cover (CLC), est marquée par l'importance des forêts et milieux semi-naturels (73,3 % en 2018), néanmoins en diminution par rapport à 1990 (77,8 %). La répartition détaillée en 2018 est la suivante : 
forêts (67,9 %), zones agricoles hétérogènes (13,5 %), prairies (6,3 %), zones urbanisées (3,8 %), milieux à végétation arbustive et/ou herbacée (3,7 %), cultures permanentes (3,1 %), espaces ouverts, sans ou avec peu de végétation (1,7 %). L'évolution de l’occupation des sols de la commune et de ses infrastructures peut être observée sur les différentes représentations cartographiques du territoire : la carte de Cassini (XVIIIe siècle), la carte d'état-major (1820-1866) et les cartes ou photos aériennes de l'IGN pour la période actuelle (1950 à aujourd'hui).

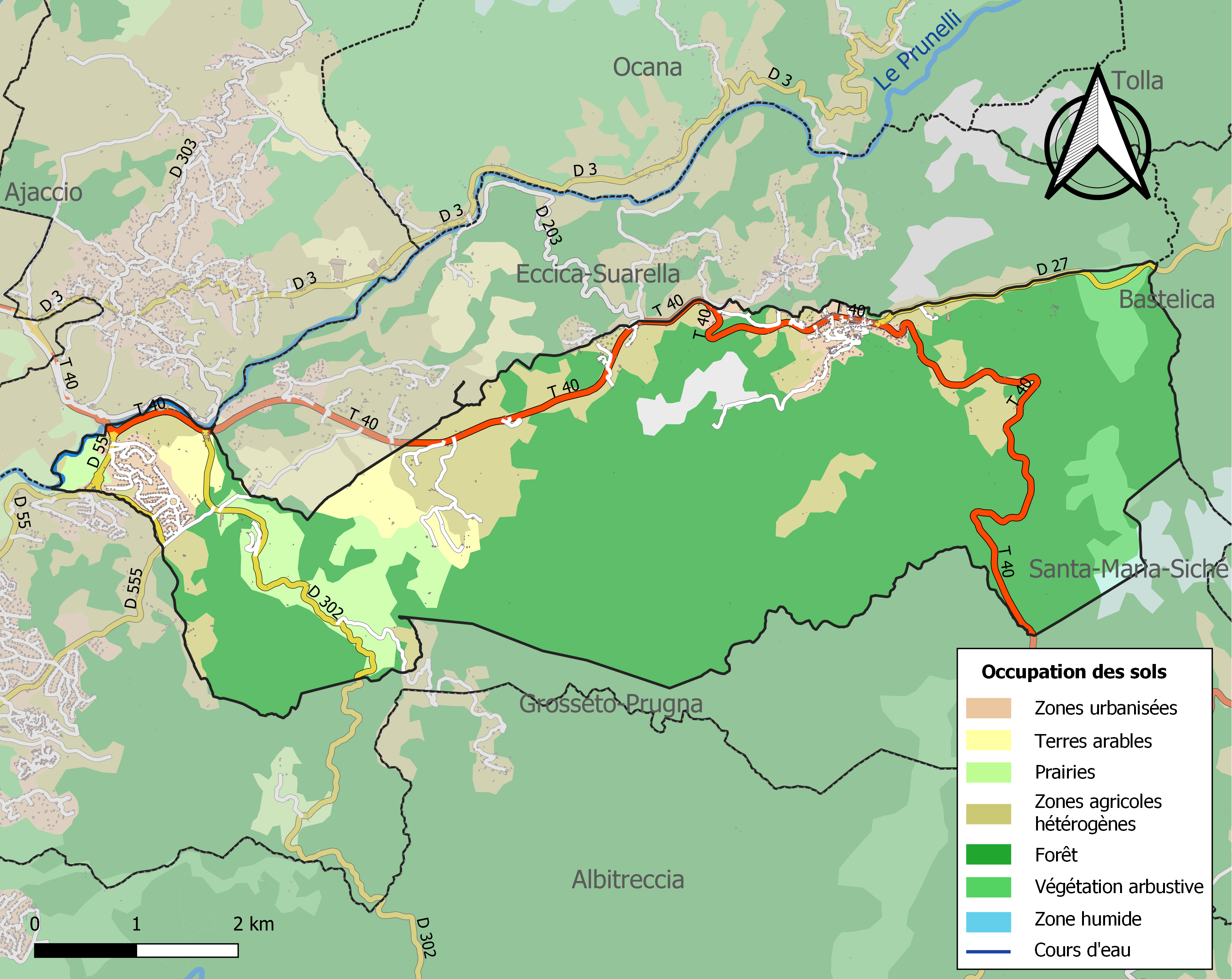
Carte des infrastructures et de l'occupation des sols de la commune en 2018 (CLC).

## Toponymie
Le nom corse de la commune est Cavru /ˈkavru/. Ses habitants sont les Cavresi.

## Histoire
En corse  la commune se nomme Cavru, prononcé [ˈkaˑ.vrŭ].

## Politique et administration

### Liste des maires
| Période                                  | Période              | Identité           | Étiquette | Qualité                                                |
| ---------------------------------------- | -------------------- | ------------------ | --------- | ------------------------------------------------------ |
| 1806                                     | ?                    | Gio Batta Lovisi   |           |                                                        |
| 1818                                     | ?                    | Gio Tomaso Leccia  |           |                                                        |
| ?                                        | ?                    | Antoine Leccia     |           |                                                        |
| avant 1981                               | ?                    | Antoine Biggi      |           |                                                        |
| ?                                        | juillet 2000 (décès) | François Teodori   | DVD       | Conseiller général (1998-2000)                         |
| mars 2001                                | octobre 2012         | Jacques Bianchetti | UMP       | Suppléant du député Camille de Rocca Serra (2002-2007) |
| novembre 2012                            | avril 2014           | Nathalie Leonetti  | UMP       |                                                        |
| avril 2014                               | En cours             | Pascal Leccia      | DVD       | Professeur                                             |
| Les données manquantes sont à compléter. |                      |                    |           |                                                        |

## Démographie
L'évolution du nombre d'habitants est connue à travers les recensements de la population effectués dans la commune depuis 1800. Pour les communes de moins de 10 000 habitants, une enquête de recensement portant sur toute la population est réalisée tous les cinq ans, les populations de référence des années intermédiaires étant quant à elles estimées par interpolation ou extrapolation. Pour la commune, le premier recensement exhaustif entrant dans le cadre du nouveau dispositif a été réalisé en 2008.

En 2022, la commune comptait 1 483 habitants, en évolution de +5,7 % par rapport à 2016 (Corse-du-Sud : +7,61 %, France hors Mayotte : +2,11 %).
| 1800 | 1806 | 1821 | 1831 | 1836 | 1841 | 1846 | 1851 | 1856 |
| ---- | ---- | ---- | ---- | ---- | ---- | ---- | ---- | ---- |
| 353  | 357  | 465  | 512  | 485  | 509  | 621  | 589  | 601  |

| 1861 | 1866 | 1872 | 1876 | 1881 | 1886 | 1891 | 1896 | 1901 |
| ---- | ---- | ---- | ---- | ---- | ---- | ---- | ---- | ---- |
| 650  | 663  | 655  | 656  | 780  | 756  | 759  | 880  | 886  |

| 1906 | 1911 | 1921  | 1926  | 1931  | 1936  | 1946  | 1954 | 1962 |
| ---- | ---- | ----- | ----- | ----- | ----- | ----- | ---- | ---- |
| 805  | 847  | 1 060 | 1 002 | 1 007 | 1 057 | 1 007 | 813  | 543  |

| 1968 | 1975 | 1982 | 1990 | 1999  | 2006  | 2008  | 2013  | 2018  |
| ---- | ---- | ---- | ---- | ----- | ----- | ----- | ----- | ----- |
| 559  | 563  | 595  | 849  | 1 060 | 1 238 | 1 289 | 1 323 | 1 484 |

| 2022  | - | - | - | - | - | - | - | - |
| ----- | - | - | - | - | - | - | - | - |
| 1 483 | - | - | - | - | - | - | - | - |

## Lieux et monuments
- Église Santa-Barbara de Cauro.
- Chapelle Saint-Jean-Baptiste de Cauro.